# 跡田直澄
跡田 直澄（あとだなおすみ、1954年2月20日 - ）は、日本の経済学者。専門は、財政学・公共経済学。学位は、博士 (経済学)（大阪大学）。嘉悦大学教授・副学長。祖父は実業家で名岐鉄道（名古屋鉄道の前身）取締役社長の跡田直一。名古屋市生まれ。

## 経歴
- 1976年：学習院大学経済学部卒業
- 1978年：大阪大学大学院経済学研究科博士前期課程修了
- 1981年：大阪大学大学院経済学研究科博士後期課程中退、和歌山大学講師
- 1983年：経済企画庁経済研究所客員研究員（～1986年）
- 1985年：帝塚山大学助教授
- 1987年：大蔵省財政金融研究所特別研究官（～1989年）
- 1992年：名古屋市立大学助教授
- 1996年：大阪大学大学院国際公共政策研究科教授
- 1999年：大蔵省財政金融研究所特別研究員
- 2002年：慶應義塾大学商学部教授
- 2007年：大阪大学大学院医学系研究科特任教授（アストラゼネカ寄附講座）
- 2008年9月：慶應義塾大学退職[2]
- 2008年11月：西宮市長選挙に立候補して18,561票を獲得するも落選[リンク切れ]
- 2009年：嘉悦大学教授・同大学副学長（～2018年）[3]
- 2018年：京都学園大学経済学部経済経営学部経済学科教授、嘉悦大学ビジネス創造学部長
- 2019年：京都先端科学大学経済学部経済経営学部経済学科教授
- 2022年：嘉悦大学ビジネス創造学部長を学部廃止により退任

## 著書

### 単著
- 『郵貯消滅 超借金国家・日本を破産させないために』（PHP研究所、2005年）
- 『利益が上がる! NPOの経済学』（集英社インターナショナル、2005年）
- 『私たちにとって本当に必要な「小さな政府」とはどんなものか？』（集英社インターナショナル、2006年）
- 『中国が笑う日本の資本主義』ヴィレッジブックス、2008年。ISBN 4-86332-047-7。

### 共著
- （伴金美・中村二郎）『エコノメトリックス』（有斐閣、1988年）
- （前川聡子）『社会保障一体改革への途』（清文社、2007年）

### 編著
- 『企業税制改革―実証分析と対策提言』（日本評論社、2000年）
- 『財政投融資制度の改革と公債市場』税務経理協会、2003年。ISBN 4-419-04098-X。

### 共編著
- （本間正明）『税制改革の実証分析』（東洋経済新報社、1989年）

## 社会的活動
- 関西社会経済研究所リサーチフェロー